# Bildnis der Journalistin Sylvia von Harden
Das Bildnis der Journalistin Sylvia von Harden ist ein 1926 entstandenes Gemälde des deutschen Künstlers Otto Dix (1891–1969), das der Stilrichtung der Neuen Sachlichkeit zugeschrieben wird. Es handelt sich um ein Porträt der Journalistin Sylvia von Harden (1894–1963), die von Dix in karikierender Manier als Repräsentantin des Zeittypus der Neuen Frau dargestellt wird.
Das 89 × 121 cm große Werk wurde in Öl und Tempera auf Holz ausgeführt und ist als Hochformat angelegt. 1961 verkaufte der Künstler es an das Musée National d’Art Moderne in Paris, wo es sich noch heute befindet.

## Bildbeschreibung
Vorwiegend in eindringlichen Rottönen gestaltet zeigt das Werk bilddominierend auf der linken Bildhälfte die Ganzfigur der Journalistin Sylvia von Harden allein an einem Tisch sitzend. Der Ausstattung nach zu urteilen handelt es sich um den Innenraum eines Cafés oder einer Bar.
Sowohl im Bildaufbau als auch in den Details ist das Werk klar gegliedert.
Die Hintergrundebene für das Porträt bildet eine schräg verlaufende, rote Wand, die auf der rechten Bildhälfte eine scharf konturierte Ecke bildet, sodass der räumliche Eindruck entsteht, sich in der Ecke eines Zimmers zu befinden. Die grelle Farbigkeit der Wand, sowie ihre insgesamt recht seltsame perspektivische Formung lassen ein Gefühl von bedrückender, konfrontativer Enge entstehen. Der Boden ist einfarbig, in einem dunklen Lilaton ausgeführt.
Die Schilderung der räumlichen Lokalität im Hintergrund, wird in der flächigen und detaillosen Ausführung klar der Darstellung des Porträts und der zugehörigen Attribute im Vordergrund untergeordnet.
Dem Betrachtenden begegnet die Journalistin Sylvia von Harden auf Augenhöhe, sie sitzt rauchend auf einem ornamentreich verziertem Holzstuhl gegenüber von einem kleinen, runden Tisch. Sie hat die Beine etwas verkrampft wirkend übereinandergeschlagen und den rechten Arm angewinkelt auf der Stuhllehne abgestützt. In der übergroßen, dadurch maskulin anmutenden Hand an deren Mittelfinger ein Ring mit rotem Stein steckt, hält sie eine qualmende Zigarette. Der linke Arm und ihre gespreizten Finger hingegen umklammern in einer schützenden, angespannten Geste den rechten Oberschenkel.
Die Frau trägt ein auffälliges rot-schwarz kariertes Kleid mit Rollkragen, welches gerade und formlos bis kurz über ihre Knie fällt. Dass ihr Kleid für die angenommene Sitzposition etwas zu kurz ist, fällt dadurch auf, dass einer der hautfarbenen Strümpfe, die sie unter ihrem Kleid trägt, nachlässig heruntergerutscht ist und so einen schmalen Spalt ihres Oberschenkels freigibt.
Das Gesicht der Frau wirkt maskulin und spitz überzeichnet. Ihre dunklen Haare sind zu einem Kurzhaarschnitt mit starkem Seitenscheitel geschnitten und umrahmen das lange, spitze Gesicht und die ebenso spitz zulaufende Nase. Auch der rote Lippenstift vermag nicht den an ihrem Gesicht ablesbaren Ausdruck von fast kränklich wirkender Müdigkeit und Anspannung zu verbergen. Tatsächlich steht ihr dunkelrot geschminkter, geöffneter Mund im starken Kontrast zu ihrer blassen Haut und unterstreicht den violetten Unterton ihrer dunkel verschatteten Augen und der schweren Lider.
Ihre Augenpartie wird vor allem durch ein Monokel, das sie vor ihrem rechten Auge trägt, betont, welches überdies ihren maskulinen Charakter verstärkt und ihr eine intellektuelle Ausstrahlung verleiht. Obwohl die Journalistin ihren Oberkörper zum Betrachtenden hingewendet hat und in einem tendenziell zugewandten Dreiviertelprofil abgebildet ist, schaut sie distanziert und abweisend am Betrachtenden vorbei.
Dix hat der Darstellung der Journalistin weitere Attribute zugeordnet, welche auf dem Tisch vor ihr drapiert sind. Die blau geäderte weiße Marmorplatte des Tisches bildet den hellsten Punkt des Bildes und ist anders als die Journalistin in erhöhter Draufsicht gezeigt, wodurch die darauf befindlichen Gegenstände umso klarer hervortreten und sich dem Betrachtenden anbietend fast entgegenfallen zu scheinen. Zu sehen ist ein  gefülltes Cocktailglas, welches durch die scharfe Linie der Wandecke, die genau durch das Glas zu verlaufen scheint, zusätzlich betont wird. Daneben befinden sich eine geöffnete Zigarettenschachtel, in deren Deckelinnenseite der Name der Frau zu lesen ist, sowie eine gelbe Streichholzschachtel, auf welcher der deutsche Reichsadler abgebildet ist.

## Entstehungsgeschichte und Einordnung in das Gesamtwerk
Das Bildnis der Sylvia von Harden ist zwischen 1925 und 1927 entstanden, als Dix mit seiner Frau Martha und seiner Tochter Nelly in Berlin lebte.
Sylvia von Harden war zu dieser Zeit ebenso in Berlin wohnhaft, bis sie 1933 als Jüdin vor der nationalsozialistischen Verfolgung nach England emigrieren musste. Als Journalistin arbeitete sie unter anderem für das Berliner Tageblatt, die Berliner Volks-Zeitung und die Prager Presse.
Das Berlin der Stabilisierungsphase der Nachkriegszeit zeichnete sich durch eine in Deutschland beispiellose Blüte des Kultur- und Freizeitlebens aus, welches Menschen, teils als Reaktion auf ein durch den Krieg erzeugtes Nachholbedürfnis, aus allen Teilen des Landes anzog. Auch Dix, der als Beobachter und Chronist der Phänomene seiner Zeit gilt, folgte diesem Ruf. Berlin gab ihm die Möglichkeit, jenen Zeitphänomenen in der Hektik und Ballung des Großstadtraumes in besonders intensiver Weise nachzuspüren. In den Cafés und Nachtclubs, den Arbeiter- und den Reichenvierteln, sowie in den Stätten der Arbeit und dem Rotlichtmilieu Berlins traf er auf viele der Menschen, die heute in seinen Porträtarbeiten verewigt sind.
Sofern es sich um keine Auftragsarbeiten handelte, traf Dix die Auswahl seiner Modelle keinesfalls zufällig: „Wenn ich einem Menschen sage, Sie möchte ich malen, dann habe ich das Bild bereits in mir. Wer mich nicht interessiert, den male ich auch nicht“, sagte er 1966.
Das Zusammentreffen zwischen Sylvia von Harden und dem Künstler, ist durch den Artikel „Erinnerungen an Otto Dix“, den die Journalistin 1959 verfasst hat, überliefert. Das berühmte Romanische Café, damals Treffpunkt von Intellektuellen, Künstlern und Boheme, war Ort der Begegnung zwischen ihr und Dix. Dix soll seinem gesichteten Modell auf die Straße hinaus gefolgt sein, um ihr nachzurufen: „Ich muss Sie malen! Ich muss! Sie repräsentieren eine ganze Zeitepoche!“

## Ein Stück Zeitgeschichte: Die Weimarer Republik und „Die Neue Frau“
Die Niederlage im Ersten Weltkrieg hatte in Deutschland nicht nur zum Verlust der nationalen Stabilität und dem Vertrauen in die politische Ordnung geführt, sondern auch zu der zunehmenden Hinterfragung klassischer weiblicher Geschlechterrollen. Zwischen Revolution, der Geburt der ersten deutschen Demokratie, Umsturzversuchen und Inflation wurde in der Verfassung der Weimarer Republik von 1918 zum ersten Mal die Gleichberechtigung der Geschlechter verankert und 1919 das Frauenwahlrecht eingeführt. Frauen erhielten Zugang zu Universitäten und beharrten darauf, an ihrer durch den Ersten Weltkrieg vielfach notwendig gewordenen Erwerbstätigkeit festzuhalten. Es entwickelte sich eine neue Schicht weiblicher Angestellte, wodurch die erwerbstätige Frau mit eigenem Einkommen von der Industrie und Werbebranche zunehmend als Konsument und wichtige Zielgruppe erkannt wurde. So führten auch die auf Frauen ausgerichteten Konsumartikel, die in die explosiv wachsenden Medienformate drängten, zu einer bisher nie dagewesenen öffentlichen Sichtbarkeit und Wahrnehmung der Frau.
Es muss bemerkt werden, dass die individuelle Befindlichkeit der Frau in der Weimarer Gesellschaft jedoch nicht pauschal beantwortet werden kann. Moderne weibliche Lebensentwürfe und traditionell gelebte Weiblichkeit als Mutter und Ehefrau existierten im Deutschland der Weimarer Republik parallel. So verwundert es auch nicht, dass der Begriff der Neuen Frau, obwohl dieser in der beginnenden Massenkultur der 1920er Jahre in aller Munde war, auch zur damaligen Zeit noch keine klare Definierung erfahren hatte. Stattdessen war das Kollektivimage der Neuen Frau von Anfang an von starken, durch Erwartungen und Aufbruchsphantasien gesättigten Klischees geprägt, die bis in die heutige Zeit fortwirken. Die unter dem „Schlagwort und Kampfbegriff“ der Neuen Frau subsumierten neuen Frauentypen reichten von der burschikosen Garçonne über den aus dem britischen Raum stammenden, hedonistischen Flapper bis zum sportlich amerikanisierten Girl. Das verbindende Element dieser unterschiedlichen Begriffe und Kategorisierungen „moderner“ Frauentypen war ihr Zeugnischarakter von nationsübergreifenden, weiblichen Bestrebungen nach Emanzipation und der Überwindung traditioneller Geschlechterrollen, die sich in medialen Bildern selbstbewusster und unabhängiger Frauen manifestierten. In Deutschland wurde das Bild der neuen Frauentypen in den populären Massenmedien, in Werbung, Film, Kunst und Printmedien, darunter auch Frauenzeitschriften, die sich „Die schöne Frau“, „Die Dame“, „Elegante Welt“ und „Vogue“ nannten, verbreitet und kontrovers diskutiert. Die neuen Weiblichkeitsbilder, die bis heute mit Kurzhaarschnitt und Zigarette, sowie anderen Attributen aus den Bereichen Sport, Mode, Sexualität, Berufstätigkeit, Konsum und Freizeitvergnügen überliefert sind, zeigten Frauen, die sich radikal von der Generation ihrer Mütter absetzen.
Insgesamt gilt der Begriff der Neuen Frau heute als medial überformt und eher als eine in den 20er Jahren vorherrschende Zukunftsvision, die zum damaligen Zeitpunkt aber noch kaum der Lebensrealität der breiten Masse von Frauen in Deutschland entsprochen hat.
Das Konzept der Neuen Frau wurde zur Projektionsfläche von insbesondere weiblichen Hoffnungen und Erwartungen, aber auf der Gegenseite auch von massiven Ängsten, die das moderne Zeitalter und die sich im Wandel befindenden Geschlechterrollen betrafen. Auf dieser Gegenseite stand man der Neuen Frau eher kritisch bis feindlich gegenüber.

## Bildanalyse
Otto Dix stellt die Journalistin Sylvia von Harden in seinem Porträt als eine Repräsentantin des Phänomens der Neuen Frau dar, jenes neuen weiblichen Phänotyps, der Urbanität signalisiert und sich durch Berufstätigkeit konstituiert: Die Journalistin erscheint als maskuline, emanzipierte Intellektuelle, die sich den Zugang zu männlich dominierten Lebensbereichen erkämpft hat. Entsprechend wird ihr Äußeres im spannungsvollen Wechsel zwischen zu jener Zeit männlich (Monokel, Alkohol, Zigarette, große Hände und harte Gesichtszüge) und weiblich (kurzes Kleid, Seidenstrümpfe, Lippenstift und Schmuck) konnotierten Charakteristika dargestellt, die ein von gesellschaftlichen Zwängen befreites Selbstverständnis zur Schau stellen. Kleidung und Accessoire sind in diesem Zusammenhang als politisiertes Ausdrucksmittel zu verstehen: Sie tragen die Geisteshaltung einer Frau nach außen, die sich von dem Korsett und der Hochsteckfrisur des alten Kaiserreichs emanzipiert hat und stattdessen im kurzen, weiten Kleid und mit praktischem Kurzhaarschnitt ihre neue Freiheit zelebriert. Als Berufstätige und Intellektuelle trägt sie bildungsgemäß ein Monokel. Ein Accessoire, dessen Verwendung lange allein Männern vorbehalten war, da der Zugang zu höherer Bildung den meisten Frauen in Deutschland bis ins beginnende 20. Jahrhundert verwehrt blieb.
Es erscheint unwahrscheinlich, dass die Prominenz der Farbe Rot in diesem Bild zufällig gewählt wurde. Da Rot eine Farbe ist, die mit Energie, Kraft, Stärke oder auch Aggressivität assoziiert wird, könnte ihr Einsatz in diesem Fall für Sylvia von Hardens kämpferische Bereitschaft stehen, mit traditionellen Geschlechterrollen zu brechen und sich Widerständen mit Vehemenz zu behaupten. Gleichzeitig könnte das dominante, aggressive Rot auch die Sicht einer der Moderne und dem Erstarken des Feminismus angstvoll und kritisch gegenüberstehenden Gesellschaft widerspiegeln – nicht wenige empfanden aus damaliger Sicht „vermännlichte“ Frauen wie von Harden als eine der negativen Auswüchse der Moderne, also das sprichwörtliche „rote Tuch“.
Letzten Endes reproduziert Dix mit seiner Darstellung Sylvia von Hardens nicht das glamouröse Image der selbstbewussten Neuen Frau, wie es in den Medien seinerzeit verbreitet wurde, sondern schafft das ambivalente Bild einer Frau, die sich in ihrer neuen Rolle noch nicht vollends eingefunden hat. Obwohl sie alleine in einem Café sitzt, raucht und Alkohol trinkt, verraten ihre etwas verkrampft übereinandergeschlagenen Beine, die sich schützend um ihren Oberschenkel klammernde Hand und die nervöse Energie, die von ihr ausgeht, ihre noch vorhandene Unsicherheit. Dix karikiert von Harden als Neue Frau, die das ihr als Frau zugeschriebene Weiblichkeitsbild negiert – Brust und weiblicher Schoß werden in dieser Darstellung durch die Arme der Porträtierten verdeckt –, um Zugang und Anerkennung in den männlich dominierten Kreisen der Intellektuellen ihrer Zeit zu finden.
Dass zwischen den verheißungsvollen Bildern der Neuen Frau in Werbung und Film und der tatsächlichen Lebenssituation der meisten Frauen der Weimarer Republik eine große Kluft lag, zeigt sich zudem in der fast kränklichen Müdigkeit, die Dix Sylvia von Harden in diesem Werk verleiht. Vermutlich war von Harden mit ihrer journalistischen Tätigkeit nicht in dem Maße von Erwerbslosigkeit, Unterbezahlung und schlechten Arbeitsbedingungen betroffen wie die meisten Frauen, die mit Hoffnung auf den Chancenreichtum der Großstadt aus der Provinz nach Berlin strömten. Trotz allem wird auch sie, wie der Großteil der Frauen zu dieser Zeit, mit den weiterhin stark patriarchal geprägten Strukturen der Nachkriegsgesellschaft und anhaltenden Geschlechterungleichheiten zu kämpfen gehabt haben.
Dix entwirft in seinem Zeitporträt das Bild der Neuen Frau zwischen modischer Ikone und feministischer Galionsfigur der Emanzipation, während er gleichzeitig seine Diskrepanz zwischen Utopie und Alltagsrealität entlarvt.